# باشگاه ورزشی گیو بندر انزلی
باشگاه ورزشی گیو بندر انزلی سومین باشگاه ورزشی ایران و اولین باشگاه ورزشی گیلان در بندر انزلی است.

## تأسیس باشگاه
پهلوان عزیز وکیل منفرد در زمین اهدایی اعلیحضرت همایونی باشگاه ورزشی گیو بندر انزلی (بندر پهلوی سابق) را تأسیس کند.
تا جوانان گیلان و بندر انزلی بدون پرداخت ریالی حق عضویت بتوانند از آن استفاده کنند.

### رشته‌های ورزشی
باشگاه ورزشی گیو بندر انزلی سومین باشگاه ورزشی ایران در رشته‌هایی نظیر:
- دو میدانی
- بسکتبال
- والیبال
- فوتبال
- بوکس
- دوچرخه سواری
- راگبی

و …
برای بانوان و آقایان نزدیک به هفتاد سال است که تکاپو دارد.
باشگاه بوکس گیو بندر انزلی در دههٔ ۵۰ قطب اول بوکس ایران بود و قهرمانانی مانند:
- نصرت وکیل منفرد
- سهراب وکیل منفرد
- حسین اغماض
- کریم کامیاب
- جبار فعلی
- مرحوم ایرج سلامی کهن
- مظفر مسافری

و بسیاری دیگراز طریق باشگاه گیو به بوکس ایران و آسیا شناسانده و تعدادی از این عزیزان به عنوان نمایندهٔ ایران در المپیک حضور یافتند.

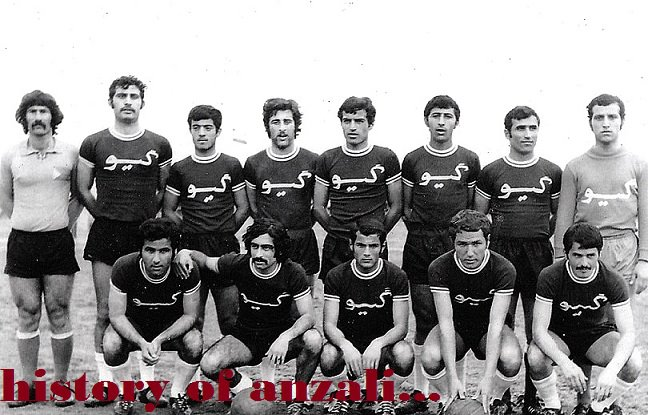
تیم فوتبال باشگاه گیو

تیم فوتبال گیو بندر انزلی در سال ۱۳۴۶ موفق شد نایب قهرمان جام قهرمانی ایران شود 

## اولین نشریه ورزشی ایران
پهلوان عزیز وکیل منفرد مؤسس باشگاه و مؤسس اولین نشریه ورزشی ایران است که محل نشر آن دفتر باشگاه واقع در بندر انزلی است.